# Liste der Biografien/Wir
Liste der Biografien |
Portal Biografien |
Personensuche
# |
A |
B |
C |
D |
E |
F |
G |
H |
I |
J |
K |
L |
M |
N |
O |
P |
Q |
R |
S |
T |
U |
V |
W |
X |
Y |
Z |
?
 
Wa |
Wc |
Wd |
We |
Wh |
Wi |
Wj |
Wl |
Wn |
Wo |
Wr |
Ws |
Wt |
Wu |
Ww |
Wy |
Wz
 
Wia |
Wib |
Wic |
Wid |
Wie |
Wif |
Wig |
Wih |
Wii |
Wij |
Wik |
Wil |
Wim |
Win |
Wio |
Wip |
Wir |
Wis |
Wit |
Wiv |
Wiw |
Wix |
Wiz
Die Liste der Biografien führt alle Personen auf, die in der deutschsprachigen Wikipedia einen Artikel haben. Dieses ist eine Teilliste mit 382 Einträgen von Personen, deren Namen mit den Buchstaben „Wir“ beginnt.

## Wir

### Wira
- Wira, Albin (* 1953), polnischer Fußballspieler und -trainer
- Wirachach Umtum (* 2005), thailändischer Fußballspieler
- Wirad von Boizenburg, mittelalterlicher Ratsherr
- Wirag, Lino (* 1983), deutscher Autor, Illustrator und Kulturwissenschaftler
- Wirahadikusumah, Umar (1924–2003), indonesischer General und Politiker
- Wirajuda, Hassan (* 1948), indonesischer Diplomat und Politiker
- Wiralajnen, Raman (* 1981), belarussischer Skilangläufer
- Wiranata, Ardy (* 1970), indonesischer Badmintonspieler
- Wiranto (* 1947), indonesischer General und Verteidigungsminister
- Wiranto, Millicent (* 1993), indonesische Badmintonspielerin
- Wiraphat Chainikhom (* 2003), thailändischer Fußballspieler
- Wirapong Wannasiri (* 1983), thailändischer Fußballspieler
- Wirastjuk, Roman (1968–2019), ukrainischer Kugelstoßer
- Wirat Nakparn (* 1990), thailändischer Fußballspieler
- Wirat Wangchan (* 1976), thailändischer Fußballspieler und -trainer
- Wirathu, Ashin (* 1968), myanmarischer buddhistischer Mönch und der Anführer der 969-Bewegung in Myanmar
- Wirawan, Afiat Yuris (* 1989), indonesischer Badmintonspieler

### Wirb
- Wirbach, Martin († 1776), deutscher Kantor und Komponist
- Wirbelauer, Eckhard (* 1962), deutscher Althistoriker
- Wirbeleit, Patrick (* 1971), deutscher Illustrator, Comicautor und -zeichner
- Wirbitzky, Klaus (* 1940), deutscher Hörspiel- und Filmregisseur
- Wirbitzky, Michael (* 1963), deutscher Radiomoderator und Comedian

### Wird
- Wirdeier, Eusebius (* 1950), deutscher Fotograf, Grafiker, Bildhauer und Herausgeber
- Wirdheim, Björn (* 1980), schwedischer RennfahrerBjörn Wirdheim (* 1980)

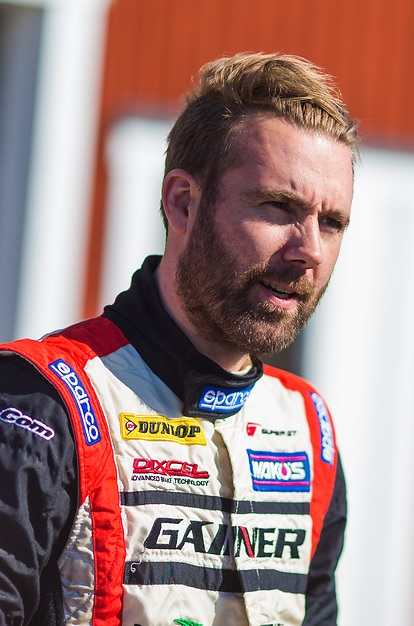
Björn Wirdheim (* 1980)

- Wirdig, Sebastian (1613–1687), deutscher Mediziner, Hochschullehrer

### Wire
- Wiredu, Doris (* 1964), ghanaische Sprinterin
- Wiredu, Edward Kwame († 2008), ghanaischer Chief Justice
- Wiredu, Kwasi (1931–2022), ghanaischer Philosoph
- Wirén, Dag (1905–1986), schwedischer Komponist
- Wirén, Lisa (* 1984), schwedische Handballspielerin
- Wirén, Nicolaus von (* 1962), deutscher Agrarwissenschaftler
- Wirén, Robert Reinhold von (1857–1917), Admiral der Kaiserlich-Russischen Marine
- Wirén, William von (1894–1956), estnischer Segler
- Wirer von Rettenbach, Franz (1771–1844), Hofarzt am Wiener Hof, Leibarzt von Kaiser Franz I., Begründer des Solekurbades Ischl
- Wires, Kurt (1919–1992), finnischer Kanute und Olympiasieger

### Wirf
- Wirfs, Tristan (* 1999), US-amerikanischer American-Football-Spieler
- Wirfs-Brock, Rebecca (* 1953), US-amerikanische Softwareentwicklerin

### Wirg
- Wirges, Angelina (* 2002), deutsche Tennisspielerin
- Wirges, Hans (1889–1956), deutscher Politiker
- Wirgman, Charles (1832–1891), britischer Maler, Illustrator und Karikaturist
- Wirgman, Theodore Blake (1848–1925), britischer Maler und Illustrator

### Wiri
- Wiringa, Robert B. (* 1950), US-amerikanischer Physiker
- Wirion, Jacques (* 1944), luxemburgischer Aphoristiker und Essayist
- Wirix, Jan (1946–2008), belgischer Geistlicher, alt-katholischer Bischof von Haarlem
- Wirix, Victoire (1875–1938), niederländische Malerin

### Wirk
- Wirk, Adolf (1814–1891), deutscher Jurist und Politiker
- Wirkhaus, Adalbert (1880–1961), estnischer Komponist und Dirigent
- Wirkkala, Tapio (1915–1985), finnischer Grafiker, Innenarchitekt und Designer
- Wirkkala, Teemu (* 1984), finnischer Speerwerfer
- Wirkner, Heiko (* 1966), deutscher Tischtennisspieler
- Wirkner, Herbert (* 1950), deutscher Politiker (CDU); MdL Thüringen
- Wirkner, Wenzel (1864–1947), österreichischer Genre- und Landschaftsmaler
- Wirkola, Bjørn (* 1943), norwegischer Nordischer Kombinierer, Skispringer und FußballspielerBjørn Wirkola (* 1943)

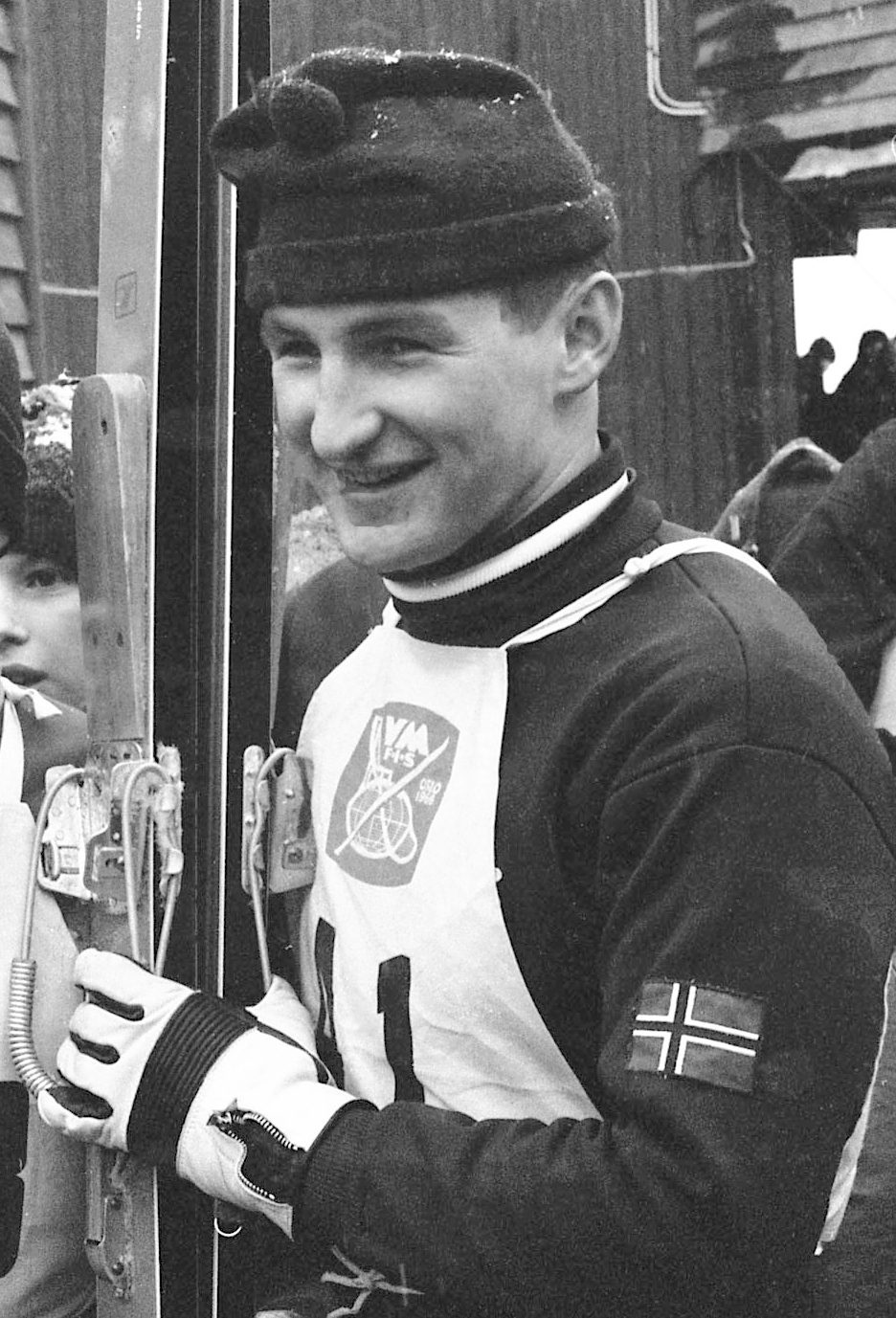
Bjørn Wirkola (* 1943)

- Wirkola, Tommy (* 1979), norwegischer Regisseur, Filmproduzent, Drehbuchautor und Schauspieler

### Wirl
- Wirl, Erik (1884–1954), deutscher Opernsänger (Tenor) und Schauspieler
- Wirl, Franz (* 1951), österreichischer Wissenschaftler auf dem Gebiet der Betriebswirtschaftslehre
- Wirl, Julius (1888–1968), österreichischer Anglist und Rektor der Hochschule für Welthandel
- Wirl, Reiner († 1763), deutscher Bildhauer
- Wirlandner, Stefan (1905–1981), österreichischer Politiker (SPÖ)
- Wirlinger, Hannes (* 1970), österreichischer Schriftsteller und Drehbuchautor
- Wirlmann, Finn (* 1996), deutscher Fußballspieler

### Wirm
- Wirman, Janne (* 1979), finnischer Musiker und Keyboarder
- Wirmer, Ernst (1910–1981), deutscher Beamter, Ministerialdirektor im Bundesverteidigungsministerium
- Wirmer, Josef (1901–1944), deutscher Jurist, Widerstandskämpfer, NS-OpferJosef Wirmer (1901–1944)

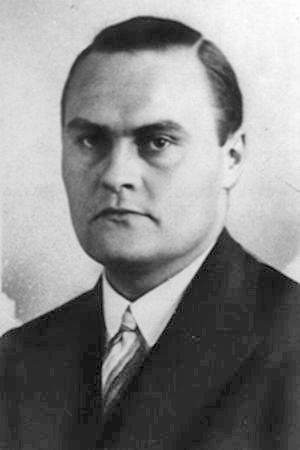
Josef Wirmer (1901–1944)

- Wirminghaus, Alexander (1863–1938), deutscher Jurist, Historiker und Professor an der Universität zu Köln
- Wirminghaus, Else (1867–1939), deutsche Autorin und Förderin der Frauenbewegung
- Wirminghaus, Helmuth (1891–1968), deutscher Architekt

### Wirn
- Wirnhier, Konrad (1937–2002), deutscher Sportschütze
- Wirnitzer, Elfriede (1908–2003), deutsche Kunsthändlerin und Galeristin
- Wirnitzer, Sebastian (* 1974), deutscher Schauspieler
- Wirnsberger, Christina (* 1982), österreichische Politikerin (Grüne), Landtagsabgeordnete
- Wirnsberger, Ingrid, österreichische Tischtennisspielerin
- Wirnsberger, Peter (* 1958), österreichischer Skirennläufer
- Wirnsberger, Peter II (1968–1992), österreichischer Skirennläufer
- Wirnt von Grafenberg, mittelhochdeutscher Dichter

### Wiro
- Wiro, Oleg Janowitsch (* 1948), russischer Mathematiker
- Wirolainen, Darja Leonidowna (* 1989), russisch-finnische Biathletin
- Wirotte, Nivard (1647–1704), deutscher Zisterzienserabt

### Wirp
- Wirpsza, Witold (1918–1985), polnischer Dichter, Kritiker, Übersetzer deutschsprachiger Literatur

### Wirr
- Wirri, Heinrich, Schweizer Spruchdichter

### Wirs
- Wirsaladse, Anastassija Dawydowna (1883–1968), sowjetische bzw. georgische Pianistin und Klavierpädagogin
- Wirsaladse, Elisso (* 1942), georgische Pianistin
- Wirsberg, Konrad von, deutscher Adliger, Hauptmann
- Wirsberg, Wolf von, Hauptmann von Brandenburg-Kulmbach
- Wirsbitzki, Reiner (* 1967), deutscher Poolbillardspieler
- Wirschaz, Erwin (1923–2011), deutscher Schauspieler
- Wirsching, Albert (1920–1997), deutscher Fußballspieler
- Wirsching, Andreas (* 1959), deutscher HistorikerAndreas Wirsching (* 1959)

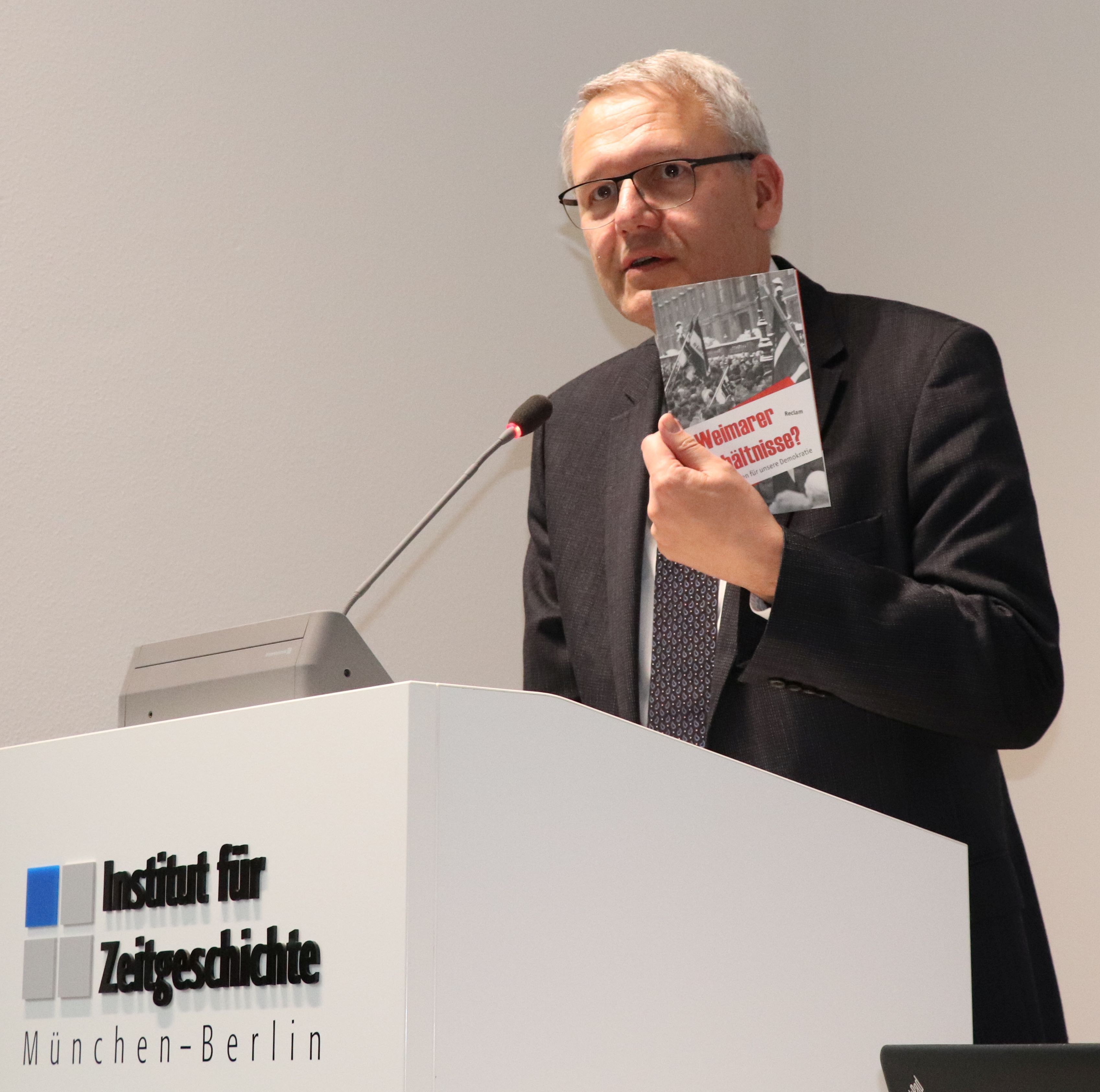
Andreas Wirsching (* 1959)

- Wirsching, Eugen (1891–1983), deutscher Politiker (CDU), MdL
- Wirsching, Gustav (1895–1961), deutscher Musikpädagoge
- Wirsching, Heinz (1904–2004), deutscher Landrat und Bankier
- Wirsching, Johannes (1929–2004), deutscher evangelischer Theologe und Hochschullehrer
- Wirsching, Josef (1903–1967), deutscher Kameramann beim Hindi-Film
- Wirsching, Otto (1889–1919), deutscher Maler und Holzschneider
- Wirsching, Paul (1880–1957), deutscher Landrat
- Wirsching, Reiner (* 1963), deutscher Fußballspieler
- Wirschinger, Heinrich (1875–1950), deutscher Verwaltungsjurist
- Wirschinger, Karl-Heinrich (1911–2003), deutscher Rechtsanwalt
- Wirschinger, Ludwig von (1781–1840), deutscher Beamter und Finanzminister
- Wirsén, Stina (* 1968), schwedische Zeichnerin und Illustratorin
- Wirsing, Ado von (1839–1918), sächsischer Geheimer Regierungsrat und deutscher Amtshauptmann
- Wirsing, Ado von (1879–1964), deutscher Amtshauptmann und Landrat
- Wirsing, Anke (* 1980), deutsche Politikerin (BSW)Anke Wirsing (* 1980)

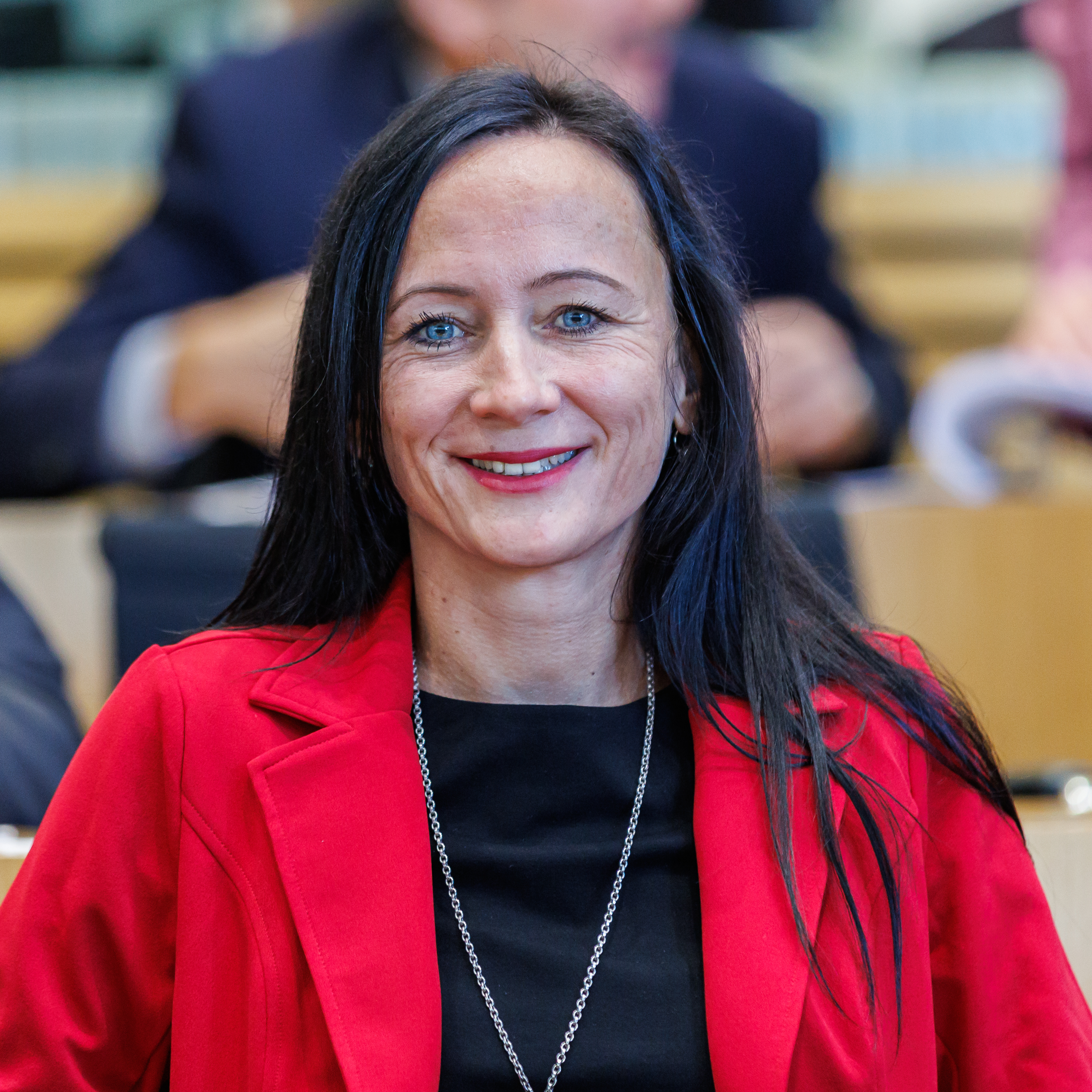
Anke Wirsing (* 1980)

- Wirsing, Eduard (1931–2022), deutscher Mathematiker
- Wirsing, Giselher (1907–1975), deutscher Journalist
- Wirsing, Grete (1921–2009), deutsche Architektin und Gartengestalterin
- Wirsing, Hans-Peter (1938–2009), deutscher Maler und Grafiker
- Wirsing, Martin (* 1948), deutscher Informatiker und Professor an der Ludwig-Maximilians-Universität München
- Wirsing, Martin (* 1964), deutscher Reporter, Moderator und Senderedakteur
- Wirsing, Nikolaus der Ältere († 1360), Patrizier in Krakau
- Wirsing, Nikolaus der Jüngere († 1368), Patrizier in Krakau
- Wirsing, Rudolph (1808–1878), deutscher Schauspieler, Sänger und Theaterdirektor
- Wirsing, Sibylle (* 1936), deutsche Journalistin und Theaterkritikerin
- Wirsing, Werner (1919–2017), deutscher Architekt und Hochschullehrer
- Wirskyj, Pawlo (1905–1975), ukrainischer Tänzer und Choreograf
- Wirsung, Christoph (1500–1571), deutscher Apotheker
- Wirsung, Johann Georg (1589–1643), deutscher Anatom

### Wirt
- Wirt, William (1772–1834), US-amerikanischer Jurist, Politiker, Justizminister der Vereinigten Staaten (1817–1829)
- Wirtanen, Atos (1906–1979), finnischer Journalist, Politiker, Mitglied des Reichstags und Autor schwedischer Sprache
- Wirtanen, Carl Alvar (1910–1990), US-amerikanischer Astronom
- Wirtanen, Petteri (* 1986), finnischer Eishockeyspieler
- Wirtenberger, Astrid, österreichische Sängerin (Die SEER)
- Wirtgen, Arnold (1926–2013), deutscher Militärhistoriker
- Wirtgen, Bernhard (1911–1974), deutscher Historiker und Archivar
- Wirtgen, Gisela (* 1944), deutsche Unternehmerin
- Wirtgen, Klaus (1938–2010), deutscher Journalist
- Wirtgen, Luc (* 1998), luxemburgischer Radrennfahrer
- Wirtgen, Philipp (1806–1870), deutscher Schullehrer, Botaniker und Fossiliensammler
- Wirtgen, Rolf (* 1954), deutscher Militärhistoriker
- Wirtgen, Tom (* 1996), luxemburgischer Radrennfahrer
- Wirth Anderlan, Jürgen (* 1970), italienischer Politiker, Landwirt und Skilehrer (Südtirol)Jürgen Wirth Anderlan (* 1970)

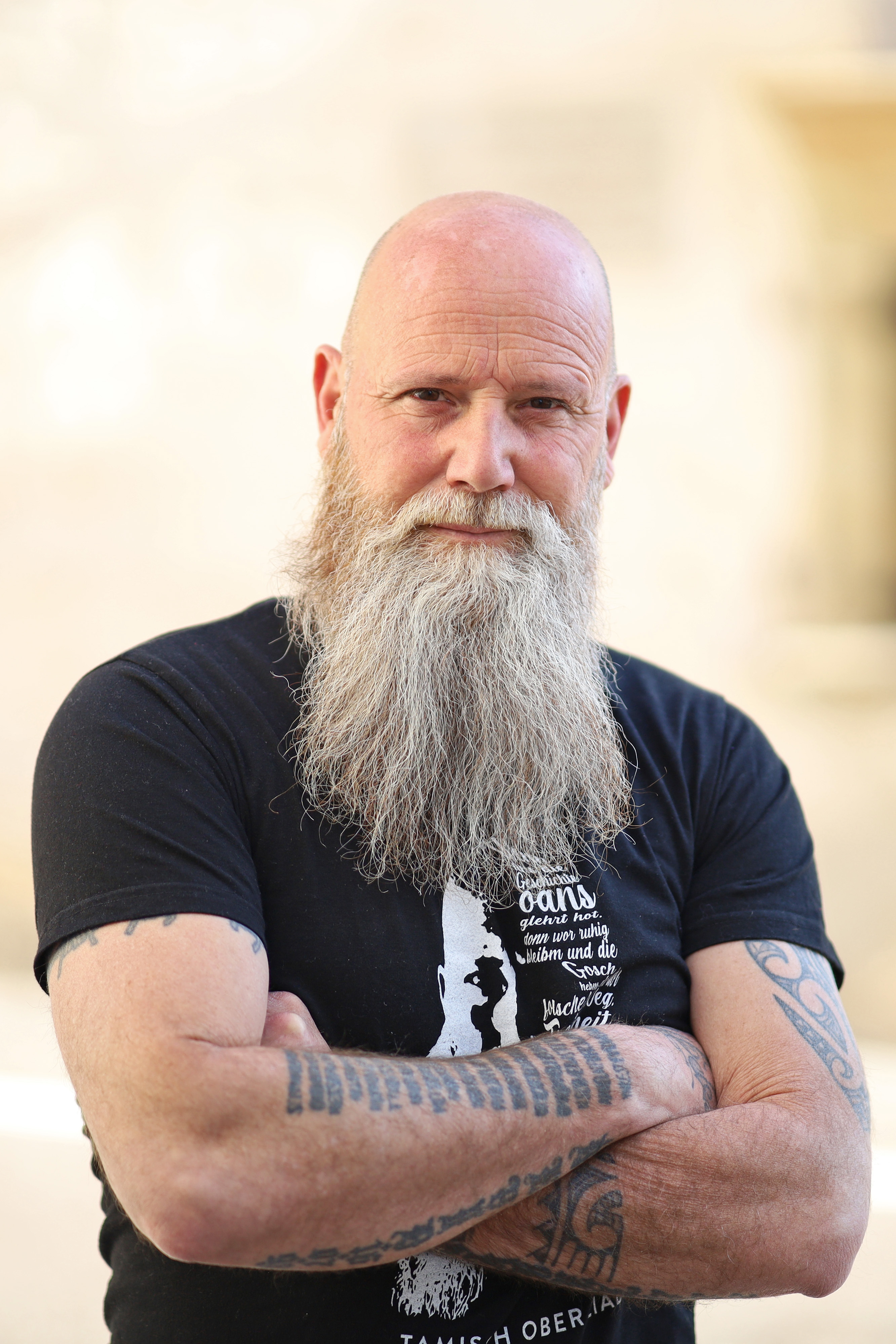
Jürgen Wirth Anderlan (* 1970)

- Wirth, Albert (1848–1923), deutscher Maler
- Wirth, Albert (1874–1957), österreichischer Großgrundbesitzer, Forstwirt und Baumeister
- Wirth, Albrecht (1866–1936), deutscher Historiker, Sprachforscher und völkischer Rassenforscher
- Wirth, Alfred (1875–1965), deutscher Germanist und Volkskundler
- Wirth, Amira (* 1997), deutsche Schauspielerin
- Wirth, Andreas (* 1984), deutscher Autorennfahrer
- Wirth, Andrzej (1927–2019), polnisch-amerikanischer Theaterwissenschaftler, Theaterkritiker und Hochschullehrer
- Wirth, Anna Marie (1846–1932), russisch-deutsche Malerin
- Wirth, Armin (* 1971), deutscher DJ und Musikproduzent
- Wirth, Axel (1951–2025), deutscher Jurist und Hochschullehrer
- Wirth, Barbara (* 1989), deutsche Skirennläuferin
- Wirth, Bernhard (* 1935), deutscher Fußballspieler
- Wirth, Bernhard P. (* 1958), deutscher Autor
- Wirth, Bettina (1849–1926), deutsche Schriftstellerin und Korrespondentin
- Wirth, Billy (* 1962), US-amerikanischer Schauspieler und Drehbuchautor
- Wirth, Carl (1810–1880), nassauischer Politiker
- Wirth, Carl (1813–1877), Landtagsabgeordneter Großherzogtum Hessen
- Wirth, Carsten (* 1962), deutscher Sozialwissenschaftler und Professor
- Wirth, Catherine (1931–2006), deutsche Schriftstellerin
- Wirth, Christian (1885–1944), deutscher Polizeibeamter und SS-SturmbannführerChristian Wirth (1885–1944)

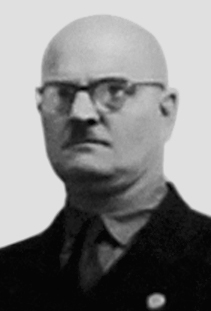
Christian Wirth (1885–1944)

- Wirth, Christian (* 1963), deutscher Politiker (AfD, FDP), MdB und Rechtsanwalt
- Wirth, Christian (* 1969), deutscher Ökologe
- Wirth, Christoph (1870–1950), deutscher Pionier der Elektrotechnik
- Wirth, Daniela (* 1967), deutsche Basketballspielerin
- Wirth, David (1885–1971), österreichischer Veterinärmediziner
- Wirth, Dieter (* 1959), deutscher Schriftsteller
- Wirth, Dietrich (* 1937), deutscher Arbeitsphysiologe, Flugmediziner, Autor und Journalist
- Wirth, Emanuel (1842–1923), deutscher Violinist
- Wirth, Enrique (* 1925), argentinischer Moderner Fünfkämpfer
- Wirth, Erich (1904–1981), deutscher Dreher und Aktivist in der DDR, Vizepräsident der Gesellschaft für Deutsch-Sowjetische Freundschaft
- Wirth, Ernst (1820–1878), deutscher Jurist und Politiker (DP), MdR
- Wirth, Eugen (1925–2012), deutscher Geograph
- Wirth, Eveline (* 1958), Schweizer Freestyle-Skisportlerin und Snowboarderin
- Wirth, František (1915–2003), tschechoslowakischer Kunstturner
- Wirth, Franz Peter (1919–1999), deutscher Regisseur
- Wirth, Franz Theodor (1777–1850), württembergischer Verwaltungsjurist
- Wirth, Franz Ulpian (1826–1897), deutscher Politiker und Friedensaktivist
- Wirth, Franz Xaver (1845–1913), österreichischer Unternehmer und Politiker, Landtagsabgeordneter
- Wirth, Franz Xaver (1907–1992), österreichischer Bildhauer
- Wirth, Friedrich (1806–1883), deutscher Schreiner, Ebenist und Unternehmer, Pionier des Hopfenanbaus
- Wirth, Friedrich August (1765–1847), deutscher Politiker, Bürgermeister von Chemnitz (1830)
- Wirth, Friedrich August (1883–1945), deutscher Tierarzt und Funktionär der NSDAP
- Wirth, Friedrich Christian (1826–1895), deutscher Mitgründer der Nassauischen Sparkasse, nassauischer Landesdirektor und Abgeordneter im preußischen Landtag
- Wirth, Gabriele (* 1943), deutsche Zahnärztin und Politikerin (SPD), MdL
- Wirth, Gabriella (* 1971), ungarische Tischtennisspielerin
- Wirth, Gerald (* 1965), österreichischer Dirigent, Komponist und Chorpädagoge
- Wirth, Gerd (1951–2025), deutscher Politiker (SPD), MdL
- Wirth, Gerhard (1926–2021), deutscher Althistoriker
- Wirth, Günter (1929–2009), deutscher Publizist, Hochschullehrer für Kirchengeschichte und Funktionär der CDU der DDR
- Wirth, Günter (* 1932), deutscher Maler und Galerist
- Wirth, Günter (* 1940), deutscher Politiker (SPD), MdL
- Wirth, Günther (1923–2015), deutscher Autor, Kritiker und Kurator
- Wirth, Günther (1933–2020), deutscher Fußballnationalspieler
- Wirth, Hannes (* 1971), österreichischer Gitarrist
- Wirth, Hans (1898–1933), Schweizer Pilot und Fliegerhauptmann
- Wirth, Hans-Jürgen (* 1951), deutscher Psychoanalytiker, psychologischer Psychotherapeut und Verleger
- Wirth, Harald (* 1959), deutscher Modellbauer
- Wirth, Heiner (* 1942), deutscher Motocross-Fahrer
- Wirth, Heinrich Wilhelm (1870–1954), Bürgermeister und Abgeordneter
- Wirth, Heinz Willi (1928–2012), deutscher Philologe, Kunstwissenschaftler, Kunstmaler und emeritierter Hochschullehrer in Frankfurt
- Wirth, Helmut (1912–1989), deutscher Musikwissenschaftler und Komponist
- Wirth, Helmut (1933–2020), deutscher Ingenieur, Faustballspieler und Politiker (CDU), MdL
- Wirth, Herman (1885–1981), niederländischer Privatgelehrter und völkischer PseudohistorikerHerman Wirth (1885–1981)

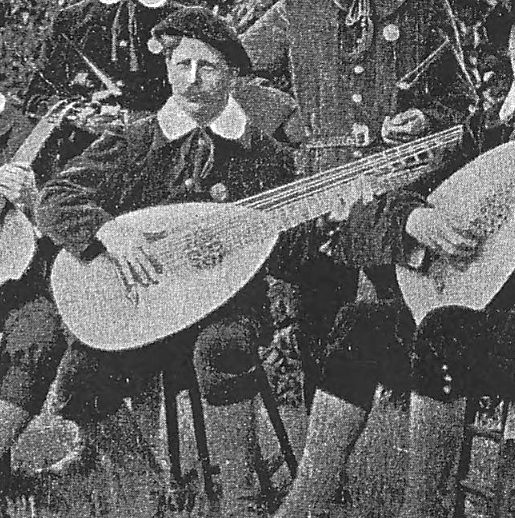
Herman Wirth (1885–1981)

- Wirth, Hermann (1877–1956), deutscher Landschaftsmaler
- Wirth, Hippolyt (1821–1878), preußischer Generalmajor
- Wirth, Ingo (* 1972), deutscher Schauspieler
- Wirth, Irmgard (1915–2012), deutsche Kunsthistorikerin
- Wirth, Iwan (* 1970), Schweizer Galerist
- Wirth, Jakobus (1830–1871), deutscher Ordensgründer
- Wirth, Jan Volker (* 1967), deutscher Sozialarbeitswissenschaftler, Praxisberater und Supervisor
- Wirth, Janina (* 1966), deutsche Eiskunstläuferin
- Wirth, Johann Christian (1756–1838), deutscher evangelischer Pfarrer
- Wirth, Johann Georg August (1798–1848), politischer Schriftsteller des Vormärz
- Wirth, Johann Ulrich (1810–1879), deutscher protestantischer Theologe und Philosoph
- Wirth, Josef (1884–1941), deutscher Bildhauer
- Wirth, Josef Alfons (1887–1916), deutscher Maler und Zeichner
- Wirth, Josef C. (1884–1959), österreichischer Beamter und Journalist
- Wirth, Joseph (1879–1956), deutscher Politiker (Zentrumspartei), MdRJoseph Wirth (1879–1956)

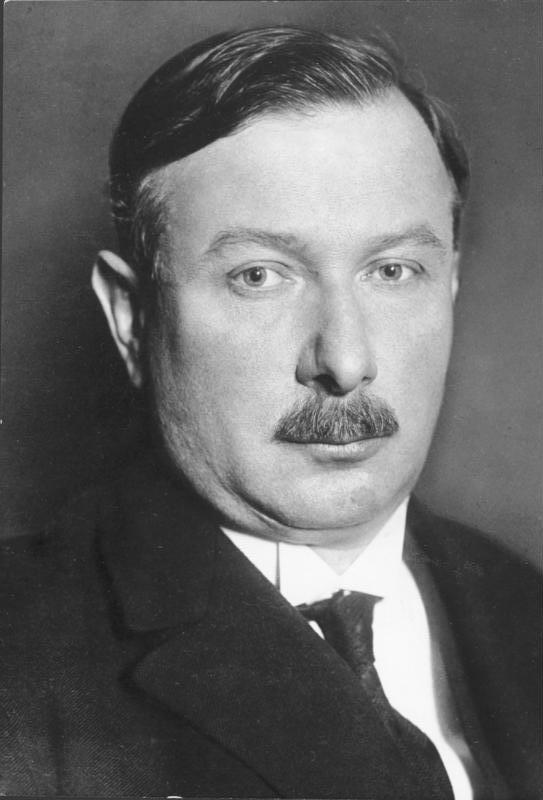
Joseph Wirth (1879–1956)

- Wirth, Jürgen (* 1965), deutscher Biathlet
- Wirth, Karl (1800–1882), deutscher Orgel- und Klavierbauer
- Wirth, Karl-Heinz (* 1944), deutscher Fußballspieler
- Wirth, Katja (* 1980), österreichische Skirennläuferin
- Wirth, Klaus (* 1935), deutscher Unternehmer und Manager
- Wirth, Kurt (1901–1948), deutscher Rechtsanwalt und Politiker (NSDAP)
- Wirth, Kurt (1917–1996), Schweizer Graphiker, Maler und Zeichner
- Wirth, Leoni (1935–2012), deutsche Bildhauerin und Architektin
- Wirth, Louis (1897–1952), US-amerikanischer Soziologe deutsch-jüdischer Abstammung
- Wirth, Lucy (* 1984), Schweizer Schauspielerin
- Wirth, Ludwig (1879–1946), deutscher Architekt
- Wirth, Manfred (* 1947), deutscher Fußballspieler
- Wirth, Manfred (1949–2024), deutscher Urologe und Hochschullehrer
- Wirth, Manfred (* 1952), österreichischer Fußballspieler
- Wirth, Margaret (* 1943), englischstämmige Wirtschaftswissenschaftlerin
- Wirth, Mathias (* 1984), deutscher evangelischer Theologe und Hochschullehrer
- Wirth, Max, deutscher Fußballspieler
- Wirth, Max (1822–1900), deutscher Nationalökonom und Journalist
- Wirth, Max (* 1930), Schweizer Radsportler, Schweizer Meister im Radsport
- Wirth, Michael (1571–1618), deutscher Rechtswissenschaftler
- Wirth, Michael der Ältere (1547–1611), deutscher Rechtswissenschaftler
- Wirth, Mike (* 1960), US-amerikanischer Unternehmer
- Wirth, Nick (* 1966), britischer Motorsportingenieur und Aerodynamiker
- Wirth, Niklaus (1934–2024), Schweizer InformatikerNiklaus Wirth (1934–2024)

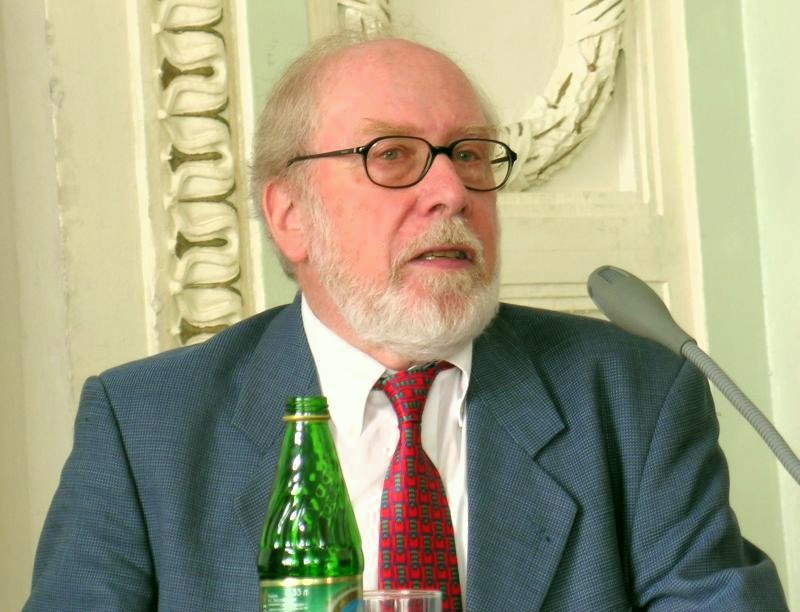
Niklaus Wirth (1934–2024)

- Wirth, Óscar (* 1955), chilenischer Fußballspieler
- Wirth, Oskar (1863–1941), sächsischer Generalmajor
- Wirth, Oskar (1884–1956), deutscher Politiker (BCSV, CDU)
- Wirth, Oswald (1860–1943), Ministerialbibliothekar in Paris und freimaurerischer Schriftsteller
- Wirth, Otto (1861–1929), deutscher Verwaltungsjurist
- Wirth, Otto (1905–1991), US-amerikanischer Kulturwissenschaftler deutsch-jüdischer Abstammung
- Wirth, Patrick (* 1971), österreichischer Skirennläufer
- Wirth, Paul (1906–1946), sorbischer Sprachforscher und Begründer der sorbischen Sprachgeographie
- Wirth, Peter (* 1930), deutscher Byzantinist
- Wirth, Peter (1951–2018), deutscher Maler, Grafiker und Fotograf
- Wirth, Peter (* 1959), deutscher Fußballspieler
- Wirth, Philipp (1808–1878), deutscher Maler und Fotograf
- Wirth, Rainer (* 1982), chilenischer Fußballspieler
- Wirth, Rasmus Max (* 1986), deutscher Schauspieler
- Wirth, Regina (1792–1871), Teilnehmerin am Hambacher Fest
- Wirth, Richard (1857–1938), deutsch-US-amerikanischer Schauspieler und Hörspielsprecher
- Wirth, Richard (1865–1947), deutscher Jurist und Patentanwalt
- Wirth, Robert (1866–1960), deutscher Politiker (SPD, ASPD, SED) und Mitglied des Sächsischen Landtages (1909–1926)
- Wirth, Rudolf (1900–1980), deutscher Kinderbuchautor und Illustrator
- Wirth, Sandro (* 1960), Schweizer Freestyle-Skisportler
- Wirth, Stefan (* 1975), Schweizer Pianist, Komponist und Musikpädagoge
- Wirth, Stefan F. (* 1972), deutscher Evolutionsbiologe und Milbenkundler
- Wirth, Stephan-Max (* 1968), deutscher Jazzmusiker (Tenor- und Sopransaxophon), Komponist und Produzent
- Wirth, Theo (* 1941), Schweizer Altphilologe
- Wirth, Thomas (* 1956), deutscher Biologe
- Wirth, Thorsten (* 1968), deutscher Softwareentwickler und Politiker (Piraten)
- Wirth, Tim (* 1939), US-amerikanischer Politiker (Demokratische Partei)
- Wirth, Volkmar (* 1943), deutscher Biologe und Lichenologe
- Wirth, Werner (1922–2007), deutscher Jurist und Polizeipräsident von Leverkusen
- Wirth, Werner (* 1959), deutscher Kommunikationswissenschaftler
- Wirth, Wilhelm (1876–1952), deutscher Psychologe mit dem Spezialgebiet Psychophysik
- Wirth, Willi (1938–2022), deutscher Skispringer
- Wirth, Willy Franz (1895–1957), deutscher Landschaftsmaler der Düsseldorfer Schule
- Wirth, Wolf (1928–2005), deutscher Kameramann
- Wirth, Wolfgang (1898–1996), deutscher Toxikologe
- Wirth, Wolfgang (1932–2011), deutscher Pharmazeut und Alternativmediziner
- Wirth-Purtscheller, Ernst (1887–1938), österreichischer Politiker
- Wirth-Sand, Daniel (1815–1901), Schweizer Unternehmer, Eisenbahnpionier und Politiker
- Wirth-Vonbrunn, Hannelore (* 1953), deutsche Juristin und Richterin
- Wirthel, Berta (1900–1979), deutsche Schneiderin und Politikerin (SPD), MdL
- Wirthensohn, Heinz (* 1951), Schweizer Schachspieler
- Wirthensohn, Peter (* 1964), österreichischer Filmproduzent
- Wirthgen, Jesco (* 1977), deutscher Schauspieler, Synchronsprecher, Hörspielsprecher und Dialogbuchautor
- Wirthgen, Willy (1904–1944), deutscher hingerichteter KZ-Häftling
- Wirthle, Werner (1908–2001), deutscher Verleger
- Wirthle, Wilhelm (1874–1960), deutscher Postbeamter und Politiker (NLP, DVP), MdL
- Wirthmann, Alfred (1927–2020), deutscher Geograph
- Wirthmüller, Johann Baptist (1834–1905), deutscher katholischer Theologe
- Wirths, Amalie (1785–1852), Gräfin zu Waldeck-Limpurg
- Wirths, August (* 1814), Landtagsabgeordneter Waldeck
- Wirths, Axel (1960–2025), deutscher Kunsthändler
- Wirths, Carl (1897–1955), deutscher Politiker (FDP), MdL, MdB
- Wirths, Charles (1926–2012), deutscher Schauspieler
- Wirths, Eduard (1909–1945), deutscher SS-Standortarzt in AuschwitzEduard Wirths (1909–1945)

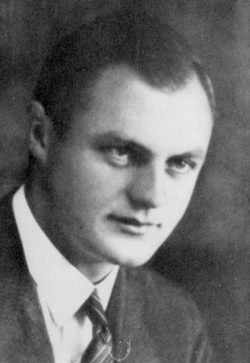
Eduard Wirths (1909–1945)

- Wirths, Gisela (1949–2011), deutsche Krankenschwester und Politikerin (AL), MdA
- Wirths, René (* 1967), deutscher Maler
- Wirths, Werner (* 1891), deutschamerikanischer Journalist
- Wirthumer-Hoche, Christa, österreichische Chemikerin, Leiterin der AGES-Medizinmarktaufsicht, Vorsitzende des Verwaltungsrates der europäischen Arzneimittelagentur
- Wirthwein, Valentin (1806–1881), Landtagsabgeordneter Großherzogtum Hessen
- Wirtinger, Wilhelm (1865–1945), österreichischer Mathematiker
- Wirtschenko, Nina (* 1930), ukrainische Mathematikerin und Hochschullehrerin
- Wirtschis, Wolodymyr (1973–2022), ukrainischer Boxer
- Wirtz, Adolf (1872–1953), deutscher Hütteningenieur und Industrie-Manager, Leiter der Friedrich Wilhelms-Hütte in Mülheim an der Ruhr
- Wirtz, Axel (1957–2024), deutscher Politiker (CDU), MdL
- Wirtz, Bernard, luxemburgischer Fußballspieler
- Wirtz, Bernd W. (* 1964), Ökonom und Universitätsprofessor für Informations- und Kommunikationsmanagement an der Deutschen Universität für Verwaltungswissenschaften Speyer
- Wirtz, Carl († 1705), deutscher Prämonstratenser und Abt der Abtei Rommersdorf
- Wirtz, Carl Wilhelm (1876–1939), deutscher Astronom
- Wirtz, Christiane (* 1970), deutsche Journalistin und Staatssekretärin
- Wirtz, Christiane K. (* 1966), deutsche Journalistin, Autorin und Coach
- Wirtz, Daniel (1914–1965), deutscher Geologe und Hochschullehrer
- Wirtz, Daniel (* 1975), deutscher RocksängerDaniel Wirtz (* 1975)

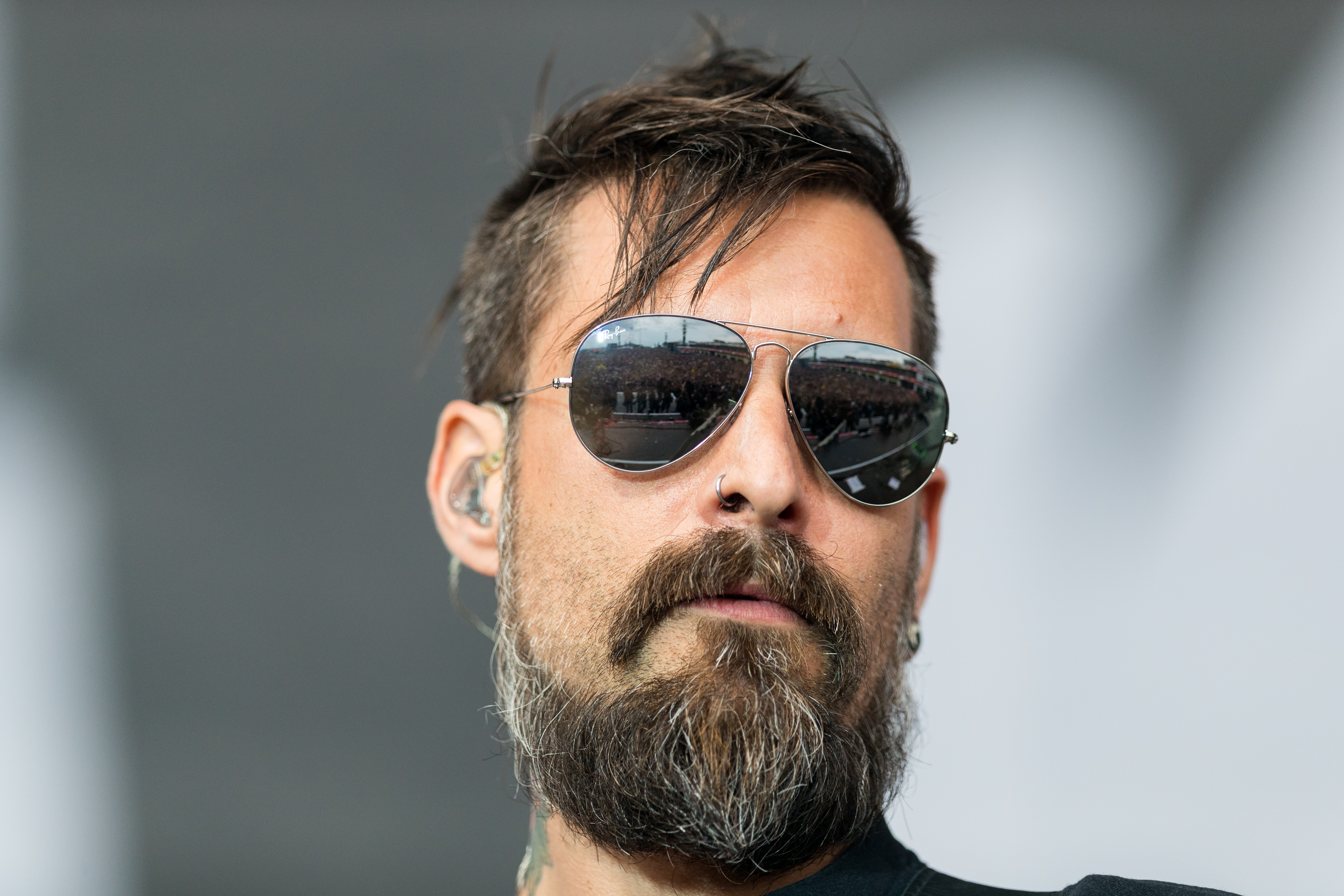
Daniel Wirtz (* 1975)

- Wirtz, Émile (1887–1964), französischer Radrennfahrer
- Wirtz, Florian (* 2003), deutscher FußballspielerFlorian Wirtz (* 2003)
- Wirtz, Franz (* 1817), deutscher Maler

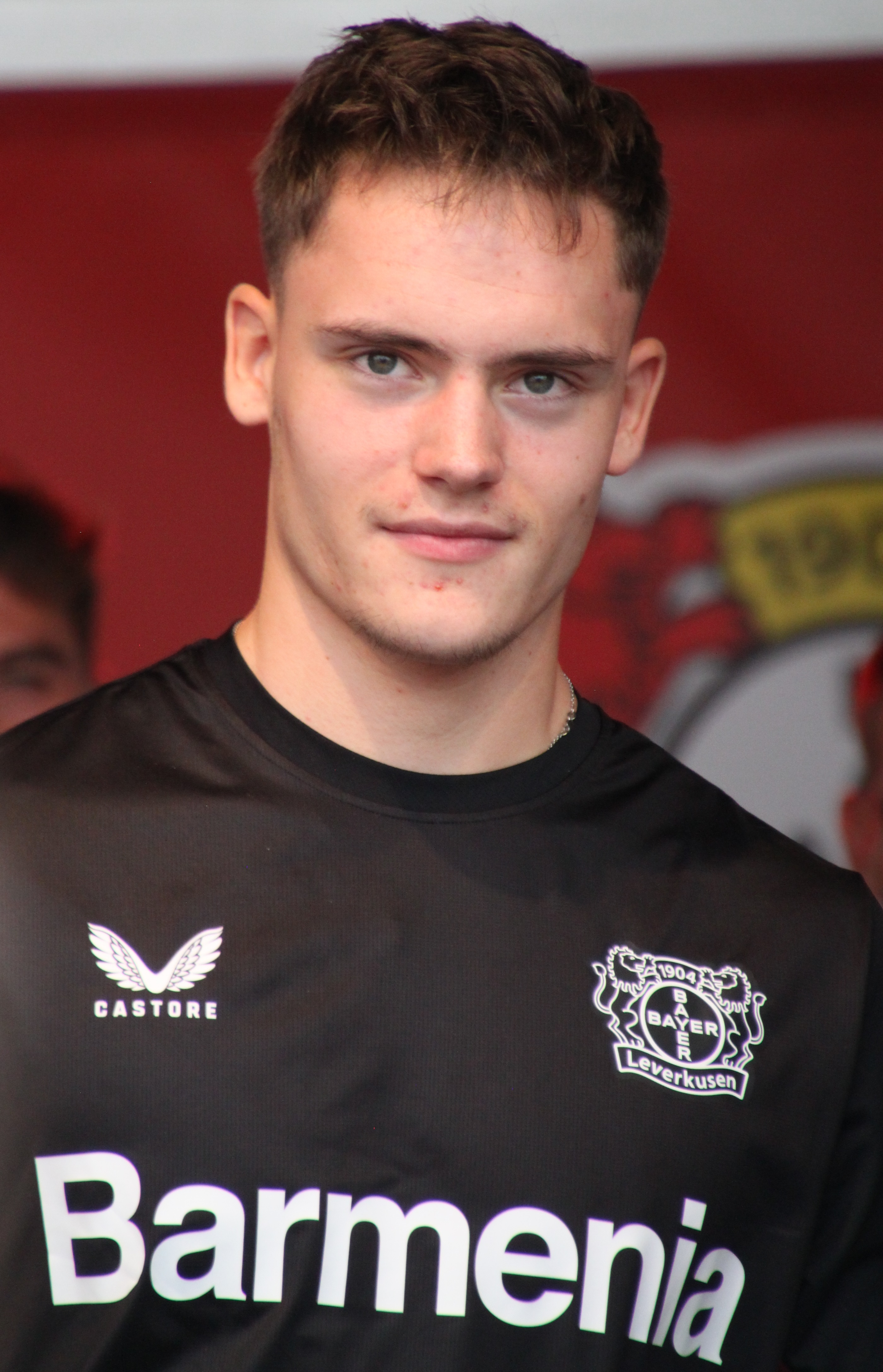
Florian Wirtz (* 2003)

- Wirtz, Franz (1915–1995), deutscher Intendant
- Wirtz, Franz A. (1932–2017), deutscher Chemiker und Unternehmer in der Pharmabranche
- Wirtz, Fritz (1921–1994), deutscher Politiker (SPD), MdL
- Wirtz, Gerd (* 1958), deutscher Fußballspieler
- Wirtz, Heinz (* 1943), deutscher Politiker (SPD), MdL
- Wirtz, Heinz (* 1953), deutscher Fußballspieler
- Wirtz, Hermann (1896–1973), deutscher Unternehmer
- Wirtz, Jacques (1924–2018), belgischer Landschaftsarchitekt und Gartenbauer
- Wirtz, Johann (1913–2003), deutscher Landwirt und Politiker (CDU)
- Wirtz, Johann Jacob Paul (1881–1946), deutscher Überseekaufmann und Bankier
- Wirtz, Johannes († 1729), Abt des Prämonstratenserklosters Rommersdorf
- Wirtz, Josef (* 1950), deutscher Politiker (CDU), MdL
- Wirtz, Joseph (1912–1991), französischer Hammerwerfer
- Wirtz, Juliane (* 2001), deutsche FußballspielerinJuliane Wirtz (* 2001)

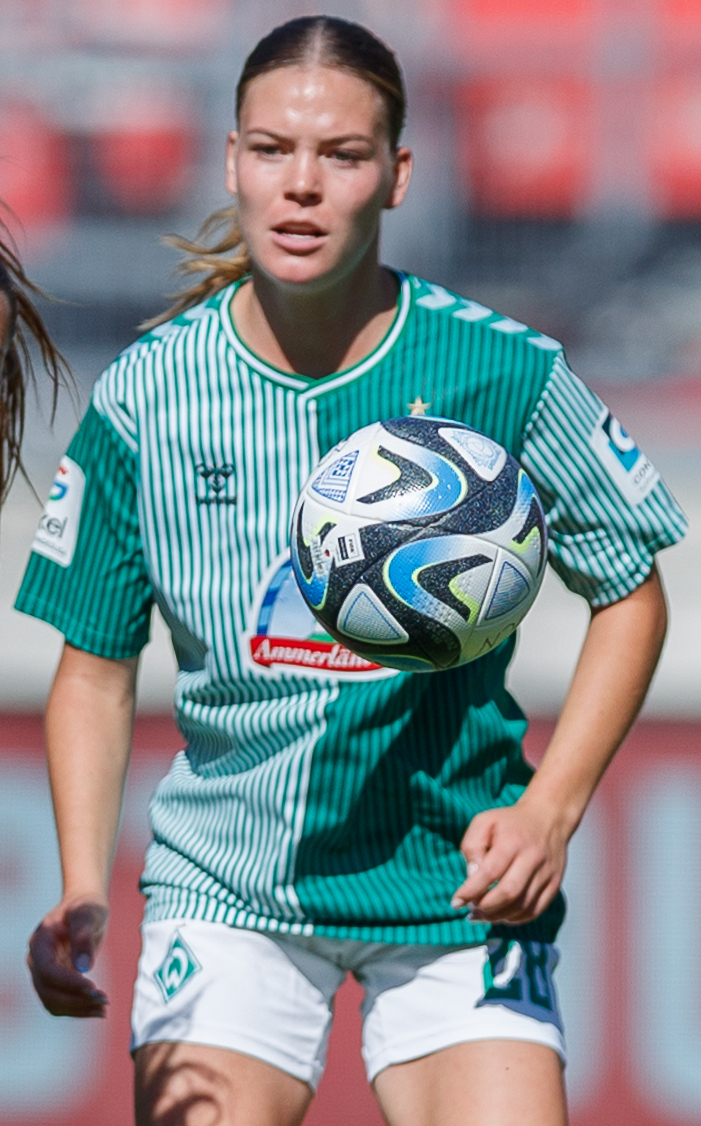
Juliane Wirtz (* 2001)

- Wirtz, Julius (1875–1952), deutscher Architekt und Dombaumeister in Trier
- Wirtz, Karl (1861–1928), deutscher Elektroingenieur
- Wirtz, Karl (1910–1994), deutscher Neutronen- und Reaktorphysiker
- Wirtz, Malte (* 1979), deutscher Regisseur und Autor
- Wirtz, Marie-Ange (* 1963), seychellische Sprinterin und Weitspringerin
- Wirtz, Mark (1943–2020), französisch-US-amerikanischer Musikproduzent, Komponist, Arrangeur, Musiker, Entertainer, Stand-up-Comedian, Autor und Maler
- Wirtz, Markus Antonius (* 1969), deutscher Psychologe
- Wirtz, Michael (* 1939), deutscher Unternehmer
- Wirtz, Michael (* 1964), deutscher Fußballspieler und -trainer
- Wirtz, Paul (1901–1946), deutscher Jurist und Kommunalpolitiker der NSDAP
- Wirtz, Peter (* 1960), deutscher Politiker (CDU), Bürgermeister von Königswinter
- Wirtz, Peter (* 1971), deutscher Ökonom
- Wirtz, Rainer (1942–2013), deutscher Historiker und Hochschullehrer
- Wirtz, Reinhold (1842–1898), deutscher Architekt, Kommunalkreis- und Dombaumeister in Trier
- Wirtz, Reinhold (1942–2020), deutscher Politiker (SPD), MdL
- Wirtz, Rudolf (1931–2003), deutscher Jurist und Verwaltungsbeamter
- Wirtz, Stefan (* 1968), deutscher Politiker (AfD), MdL
- Wirtz, Tiny (1923–2023), deutsche Pianistin und Hochschullehrerin
- Wirtz, W. Willard (1912–2010), US-amerikanischer Politiker
- Wirtz, William (1888–1935), niederländisch-amerikanischer Maler und Gebrauchsgrafiker

### Wiru
- Wirunt († 1026), Abt des Klosters Einsiedeln

### Wirz
- Wirz Kraemer, Rodolfo Pedro (* 1942), deutsch-uruguayischer Geistlicher, emeritierter römisch-katholischer Bischof
- Wirz von Rudenz, Johann Nepomuk (1766–1841), Schweizer Politiker
- Wirz, Adalbert (1848–1925), Schweizer Politiker, Richter und Redaktor
- Wirz, Albert (1944–2003), Schweizer Historiker
- Wirz, Andreas (1766–1827), preußischer Landrat
- Wirz, Dadi (* 1931), Schweizer Objekt und Konzeptkünstler, Maler, Grafiker, Fotograf und Kunstpädagoge.
- Wirz, Eduard (1891–1970), Schweizer Historiker und Dichter
- Wirz, Franz (1802–1863), deutscher Bergingenieur
- Wirz, Franz (1816–1884), Schweizer Politiker
- Wirz, Franz (1889–1969), deutscher Dermatologe, Hochschullehrer und NS-Funktionär
- Wirz, George Otto (1929–2010), US-amerikanischer Geistlicher, Weihbischof im Bistum Madison
- Wirz, Guido (* 1972), Schweizer Radrennfahrer
- Wirz, Hans (1873–1943), deutsch-schweizerischer Journalist und sozialdemokratischer Politiker
- Wirz, Hans Georg (1885–1972), Schweizer Historiker, Bibliothekar, Autor und Generalstabsoffizier
- Wirz, Hansjörg (* 1943), Schweizer Leichtathlet und Leichtathletikfunktionär
- Wirz, Henry (1823–1865), schweizerisch-amerikanischer Revolutionär, Weber, Arzt und Captain der konföderierten Armee während des Amerikanischen BürgerkriegsHenry Wirz (1823–1865)

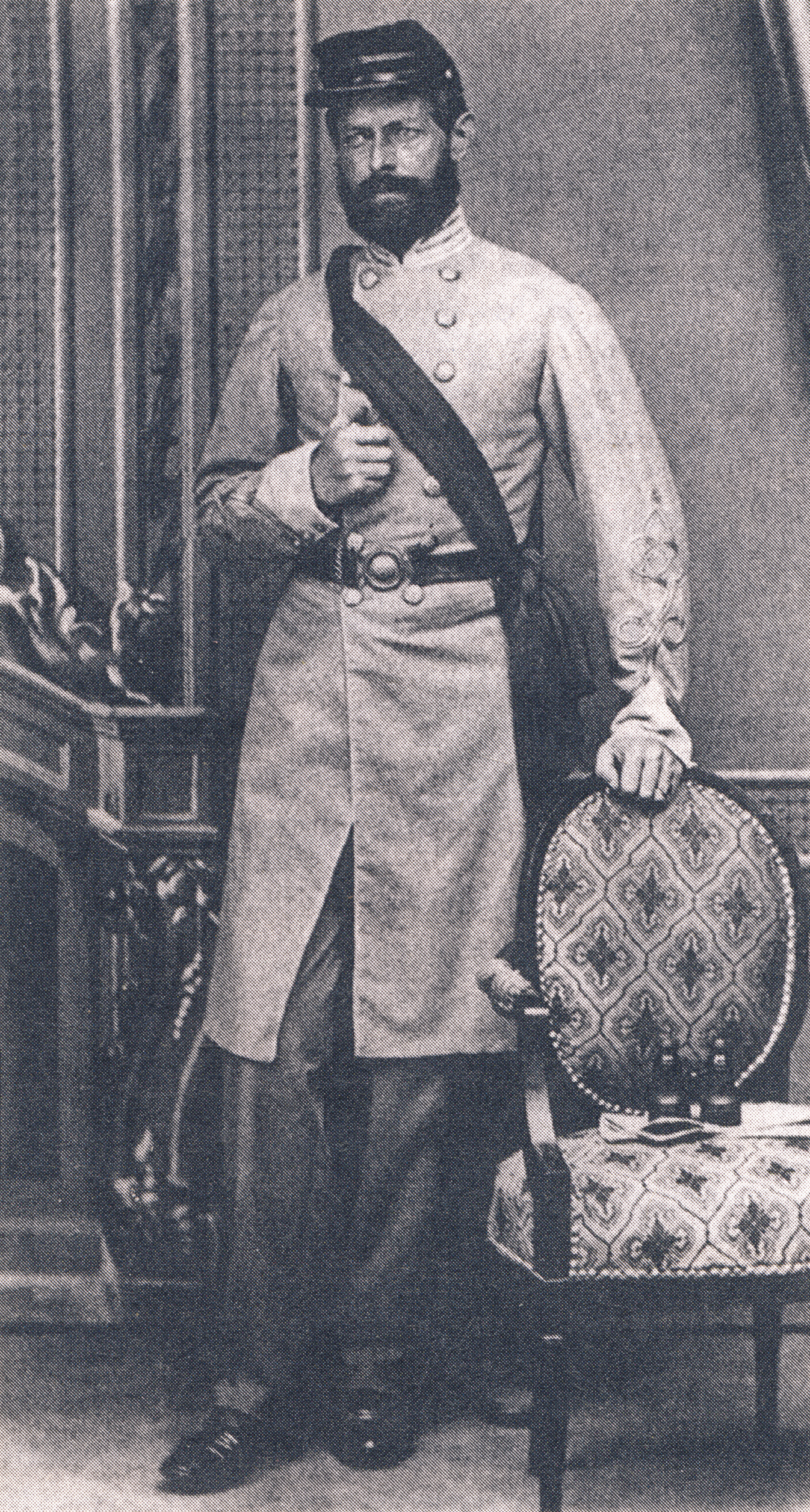
Henry Wirz (1823–1865)

- Wirz, Jakob (1856–1904), deutscher Fabrikant in Moskau
- Wirz, Johann Conrad (1688–1769), Schweizer evangelischer Geistlicher
- Wirz, Johann Jakob (1778–1858), Schweizer Seidenweber, Theosoph, Mystiker sowie Gemeinschaftsgründer der „Neuen Kirche“
- Wirz, Karl Rudolf (1885–1957), Schweizer Maler und Zeichner
- Wirz, Mario (1956–2013), deutscher Schriftsteller
- Wirz, Otto (1877–1946), Schweizer Schriftsteller
- Wirz, Otto (1890–1976), Schweizer Jurist, Unternehmer und Firmensanierer
- Wirz, Paul (1892–1955), Schweizer Ethnologe
- Wirz, Paul (1895–1968), Schweizer Einzelhandelskaufmann und Verbandsfunktionär
- Wirz, Pedro (* 1981), brasilianisch-schweizerischer Künstler
- Wirz, Peter (* 1960), Schweizer Mittelstreckenläufer
- Wirz, Peter Paul (1915–2000), Schweizer Künstler und Zeichner
- Wirz, Rainer (* 1957), deutscher Fechter
- Wirz, Rudolf (1918–1988), Schweizer Feldhandball- und Fußballspieler
- Wirz, Sebald (1887–1915), deutscher Maler
- Wirz, Stephan (* 1959), katholischer Ethiker und Hochschullehrer
- Wirz, Theodor (1842–1901), Schweizer Politiker
- Wirz, Ursula (1929–2007), Schweizer Unternehmerin
- Wirz, Walter (* 1947), deutscher Politiker (CDU), MdL
- Wirz, Wolf (1911–1968), Schweizer Politiker der Frontenbewegung
- Wirz-von Planta, Christine (* 1944), Schweizer Politikerin (LDP)
- Wirzberger, Karl-Heinz (1925–1976), deutscher Literaturwissenschaftler
- Wirzius, Herbert (* 1937), deutscher Unternehmensberater